# Core Banking System
Core Banking System (CBS) oder Kernbankensystem ist eine Bezeichnung für ein Computersystem, das die Kernprozesse einer Bank (Core Banking) innerhalb der Informationstechnologie abbildet.
Es ist eine Software, die meistens auf einem besonders hochleistungsfähigen Rechner oder einem Verbund von Rechnern installiert ist und die eigentliche Verwaltung und Abarbeitung der Daten durchführt. Als Plattform für Core Banking Systeme, die häufig noch viel Cobol- oder Assemblercode beinhalten, kommen in der Regel Mainframesysteme mit Betriebssystemen wie z/OS oder BS2000 zum Einsatz.
Core Banking Systeme werden benötigt, um auf elektronischem Wege die typischen Kernprozesse wie die Verwaltung von Spar-, Darlehens- oder Girokonten abzuwickeln. Die Funktionsweise ähnelt dabei prinzipiell der anderer datenverarbeitender Software: Es werden Daten von Kunden, Partnern usw. nach bestimmten, vorher definierten Regeln verarbeitet, wobei hier ein kompletter Geschäftsprozess abgearbeitet wird (zum Beispiel eine Kreditgenehmigung vom Erfassen der ersten Kundendaten über das Kreditscoring bis hin zur Vertragsgenerierung, die Berechnung der Zinsen und dem Erstellen von Kontoauszügen und Statistiken).

## Bekannte Systeme in Deutschland
- OSPlus der Finanz Informatik, in der Sparkassen-Finanzgruppe
- agree21 der Atruvia, in der genossenschaftlichen Finanzgruppe (Bundesverband der Deutschen Volksbanken und Raiffeisenbanken) und bei Privatbanken
- Kordoba der Fidelity Information Services GmbH
- SAP Industry-Solution-Banking (u. a. mit dem Modul Loans Management) der SAP